# 왕쌍

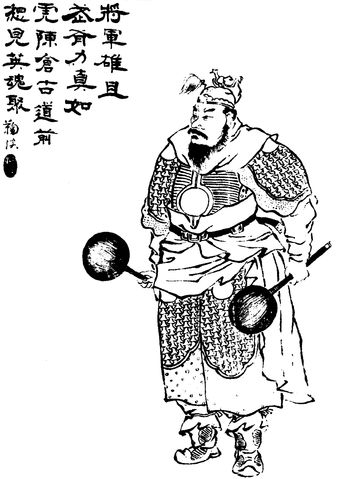

왕쌍(王雙, ? ~ 228년)은 중국 삼국시대 위나라의 장수이다.

## 행적
223년, 유비(劉備)와 육손(陸遜)이 싸우는 것을 틈타 위나라는 조인(曹仁)에게 오나라를 치게 했으나 주환(朱桓)에게 패하였다. 이때 왕쌍은 오군에게 사로잡혀 무창(武昌)으로 보내졌는데, 어떻게 위나라로 돌아왔는지는 알려진 바 없다.
228년, 2차 북벌에 나섰던 제갈량(諸葛亮)이 진창을 포위했으나, 학소(郝昭)가 굳게 지켰기 때문에 별다른 소득을 거두지 못하고 퇴각했다. 이때 왕쌍은 촉군을 추격했으나, 제갈량에게 패하여 전사했다.

## 《삼국지연의》에서의 왕쌍
삼국지연의에서는 왕쌍이 적도(狄道) 출신이며, 자가 자전(子全)인 것으로 나와 있다. 제갈량을 막기 위해 출정하는 조진(曹眞)이 조예(曹叡)에게 천거하여 촉군과 싸우게 되었다. 키가 아홉 자에 달하고 60근이 넘는 칼과 유성추(流星鎚)를 잘 다루는 것으로 나온다. 조예는 왕쌍을 믿음직하게 여기고 호위장군(虎威將軍)에 임명했다.
진창에서 고전하는 촉군을 공격하여 사웅(謝雄)과 공기(龔起)를 죽이고, 장억(張嶷)에게 부상을 입혀 촉군의 사기를 꺾었다. 때를 놓쳤다고 판단한 제갈량은 조진을 격파한 후 촉으로 퇴각했다. 왕쌍은 조진의 명을 받자마자 촉군을 뒤쫓다가 위연(魏延)에게 죽임을 당했다.

## 같이 보기
- 삼국지 인물 목록
- 진수 (서진)
- 나관중
- 배송지